# C.A.R. Manufacturers
C.A.R. Manufacturers Ltd. war ein US-amerikanischer Hersteller von Automobilen. C.A.R. stand für Classic Auto Reproductions.

## Unternehmensgeschichte
Das Unternehmen wurde am 10. September 1981 in Babylon im Bundesstaat New York gegründet. 1982 begann die Produktion von Automobilen und Kit Cars. Der Markenname lautete CAR. 1984 endete die Produktion. Am 25. September 1991 wurde das Unternehmen aufgelöst.

## Fahrzeuge
Im Angebot standen Nachbildungen historischer Fahrzeuge von Ford. Der Special A ähnelte dem Ford Modell A von 1929 und war sowohl als Roadster als auch als Phaeton lieferbar. Motor und Antriebsstrang stammten wahlweise vom Ford Pinto oder vom Ford Mustang II.
Der technisch gleiche Special T war dem Ford Thunderbird von 1957 nachempfunden. Eine Quelle nennt Vierzylindermotoren, V6-Motoren sowie V8-Motoren mit 4736 cm³ und 4942 cm³ Hubraum.